# Timothy Gallwey
W. Timothy Gallwey (San Francisco, 1938) è un coach e saggista statunitense, conosciuto come uno dei padri del Coaching, insieme a John Whitmore.
Partendo dalla sua esperienza come allenatore di tennis, pubblicò una serie di libri incentrati sulla gestione del Dialogo Interiore, il più importante dei quali è The Inner Game of Tennis. Il metodo da lui adottato come Sport Coach fu ripreso e utilizzato anche nel Business Coaching e nel Life Coaching.

## Studi e Carriera
Tim Gallwey frequentò la Harvard Business School, presso la quale si laureò in Letteratura Inglese. Oltre a lavorare in ambito accademico, coltivò la passione per il tennis, prima come giocatore e, in seguito, come allenatore. Nel 1968, infatti, fu allenatore della squadra di tennis dell'Università di Harvard.
Durante un anno sabbatico, preso nel 1971 dalla sua carriera nell'amministrazione universitaria, lavorò come istruttore di tennis a Monterey, in California. Durante questa esperienza ebbe modo di applicare le sue intuizioni sul metodo che sarebbe sfociato nel cosiddetto Inner Game, basato sulla soppressione delle interferenze personali, al fine di poter attingere alle capacità naturali senza essere ostacolati dal giudizio e dal dialogo interno. Da questa esperienza nacque il suo primo e più famoso libro, The Inner Game of Tennis, pubblicato nel 1974 e arrivato a vendere oltre due milioni di copie.
A questa prima opera seguirono altre pubblicazioni affini per argomento, tra cui, tra le più conosciute, The Inner Game of Golf, Inner Skiing, The Inner Game of Music, The Inner Game of Work e The Inner Game of Stress.
Dopo averlo applicato nel mondo dello sport, lo stesso Tim Gallwey iniziò a impiegare il suo metodo in ambito aziendale, diventando il punto di riferimento di multinazionali quali Apple, The Coca Cola Company, Rolls Royce e altre aziende altrettanto famose a livello internazionale. Negli anni, il suo impegno come Coach si è ampliato al settore del Life Coaching.
In seguito, la sua attenzione si è concentrata sul progetto The Inner Game School of Coaching, un gruppo di scuole internazionali di Inner Game, dove gli studenti imparano il modo migliore per apprendere e insegnano ad altri come imparare. Scopo è aiutare le persone di qualunque età e provenienza a raggiungere i loro obiettivi.La The Inner Game School of Coaching è di recente diventata il The Inner Game® Institute by Tim Gallwey.

## The Inner Game of Tennis: Cos'è l'Inner Game
Nel libro The Inner Game of Tennis, Tim Gallwey sviluppa le sue intuizioni sul modo in cui un tennista o, più in generale, un atleta, può ottimizzare le sue performance. È il metodo che va sotto il nome di The Inner Game, in italiano "Gioco interiore".
Una delle affermazioni più famose di Tim Gallwey recita così: "The opponent within one's own head is more formidable than the one the other side of the net", in italiano, "L'avversario che ciascuno ha nella sua testa è più forte di quello che sta dal lato opposto della rete", con riferimento alla rete sul campo da tennis.
Il punto di partenza, da cui Gallwey muove, osservando i suoi allievi in qualità di allenatore, è che la performance naturale di ogni individuo risente delle cosiddette interferenze. C'è un dialogo nella testa di ogni sportivo, costante e spesso caratterizzato da consigli, giudizi, paura di fallire e valutazioni delle possibili conseguenze dell'errore. È un dialogo che perlopiù rimprovera e raramente elogia. Quando un atleta è sul campo, il gioco si svolge a un livello interno, mentale, e a un livello esterno, il cui grado di problematicità e il cui svolgimento dipendono in buona parte da quanto accade a livello mentale.
Questo pensiero viene riassunto nella Formula dell'Inner Game: P = p - i, vale a dire Performance = potenziale - interferenze.La performance sul campo è il risultato del potenziale dell'atleta a cui vengono sottratte le interferenze, effetto di un dialogo interiore ostacolante e sabotante.
Il dialogo interno avviene tra un Sé 1 e un Sé 2. Il Sé 1 è quello che può risultare ostacolante per l'atleta, enfatizzando le paure e amplificando le critiche. Essere consapevoli dell'esistenza di questo dialogo, dei suoi effetti e di quanto possa essere ostacolante ai fini della prestazione permette di concentrarsi sul momento, su ciò che è reale e importante, di gestire il dialogo e di dirigerlo in modo da ottimizzare la performance.

## The Inner Game® Institute
Da Gennaio 2020, la The Inner Game School è diventata il The Inner Game® Institute by Tim Gallwey.
La nuova società, fondata da Tim Gallwey e da Renato Ricci, ha come obiettivo quello di lanciare a livello globale nuove strategie per lo sviluppo dell’Inner Game.
Avvalendosi del metodo del Coaching, coadiuvato dall’Inner Game, il nuovo Istituto si prefigge lo scopo di progettare e attuare un metodo nuovo per sostenere la crescita dell’individuo attraverso la scoperta di se stesso e la capacità di utilizzare tecniche e strumenti utili allo sviluppo per potenziale.

## Opere
- Gallwey, W. Timothy (1974). The Inner Game of Tennis (1st ed.). New York: Random House. ISBN 0-394-49154-8.
- Gallwey, W. Timothy. (1976). Inner tennis: Playing the game. New York: Random House. ISBN 0-394-40043-7.
- Gallwey, W. Timothy; Kriegel, Robert J. (1977). Inner skiing (1st ed.). New York: Random House. ISBN 0-394-42048-9.
- Gallwey, W. Timothy (1981). The Inner Game of Golf (1st ed.). New York: Random House. ISBN 0-394-50534-4.
- Gallwey, W. Timothy (1985). Inner Game of Winning. Listen USA. ISBN 0-88684-064-3.
- Green, Barry; Gallwey, W. Timothy (1986). The inner game of Music (1st ed.). New York: Anchor Press/Doubleday. ISBN 0-385-23126-1.
- Gallwey, W. Timothy. (2000). The Inner Game of Work. New York: Random House. ISBN 0-375-50007-3.
- Gallwey, W. Timothy. (2009). The Inner Game of Stress: Outsmart Life's Challenges, Fulfill Your Potential, Enjoy Yourself. New York: Random House. ISBN 978-1-4000-6791-6.
- Gallwey, W. Timothy (2013). Il gioco interiore del tennis. Come usare la mente per raggiungere l'eccellenza, Ultra, ISBN 9788867760473.
- Gallwey, W. Timothy (2014). Il gioco interiore nel golf. Per vincere sul green e nella vita, Ultra, ISBN 9788867761074.
- Gallwey, W. Timothy (2016). Il gioco interiore nello stress. Esprimi il tuo potenziale e vinci le sfide della vita, Ultra, ISBN 9788867761074.